# Équipe d'Allemagne de l'Est de football en 1964
Il s'agit des matchs de la sélection est-allemande au cours de l'année 1964. Au cours de cette année, la sélection est-allemande enregistra sa plus large victoire de son histoire, contre Ceylan (1-12).

## Matchs et résultats
| Match amical                                | Ceylan     | 1 – 12  | Allemagne de l'Est                                                                                             | Sugathadasa-Stadium, Colombo                             |                                                          |
| 12 janvier 1964 · Historique des rencontres | Walles 70e | (0 - 6) | 1re 40e 62e 88e Kleiminger · 20e 47e 89e Stöcker · 3e 61e Barthels · 37e Nöldner · 42e Backhaus · 79e Fräßdorf | Spectateurs : 28 000 Arbitrage : M. Mantare ( Sri Lanka) | Spectateurs : 28 000 Arbitrage : M. Mantare ( Sri Lanka) |

| Match amical                                | Ghana                          | 3 – 0   | Allemagne de l'Est | Sportsstadium, Accra                                  |                                                       |
| 23 février 1964 · Historique des rencontres | Mfum 30e 36e · Aggrey-Finn 71e | (2 - 0) |                    | Spectateurs : 30 000 Arbitrage : Frank Mills ( Ghana) | Spectateurs : 30 000 Arbitrage : Frank Mills ( Ghana) |